# Mistrovství České republiky v atletice 1995
Mistrovství České republiky v atletice 1995 se uskutečnilo ve dnech 5.–6. července 1995 v Ostravě.

## Medailisté

### Muži
| Soutěž                        | Zlato                                                                       | Stříbro                                                                    | Bronz                                                                           |
| 100 m                         | Jiří Valík 10.46                                                            | Ivan Šlehobr 10.51                                                         | Martin Duda 10.64                                                               |
| 200 m                         | Jiří Valík 21.29                                                            | Pavel Pospíšil 21.54                                                       | Walter Pilch 21.56                                                              |
| 400 m                         | Jan Štejfa 47.22                                                            | Jiří Benda 47.22                                                           | Jiří Mužík 47.73                                                                |
| 800 m                         | Pavel Soukup 1:47.81                                                        | Martin Jareš 1:50.83                                                       | Luboš Stloukal 1:50.85                                                          |
| 1500 m                        | Milan Drahoňovský 3:51.11                                                   | Tomáš Novotný 3:51.94                                                      | Pavel Faschingbauer 3:53.95                                                     |
| 5000 m                        | Radomír Soukup 14:19.02                                                     | Jan Bláha 14:25.08                                                         | Petr Stanka 14:38.23                                                            |
| 10 000 m                      | Jan Pešava 28:41.55                                                         | Luboš Šubrt 29:01.28                                                       | Martin Horáček 29:34.88                                                         |
| 110 m př.                     | Tomáš Dvořák 14.02                                                          | Radek Šimůnek 14.26                                                        | Viktor Zbožínek 14.36                                                           |
| 400 m př.                     | Lukáš Souček 50.70                                                          | David Nikodým 52.65                                                        | David Bauer 52.88                                                               |
| 3000 m př.                    | Michael Nejedlý 8:37.92                                                     | Jiří Šoptenko 8:40.66                                                      | Petr Stanka 8:53.80                                                             |
| 4 × 100 m                     | Tomáš Dvořák Martin Morkes Petr Steiner Ivo Krsek Dukla Praha 41.61         | Karel Sobotka Milan Kovář Ondřej Veselý Pavel Pospíšil SSK Vítkovice 41.91 | Jaroslav Brož Milan Souček Jaroslav Šmaha Pavel Loučka AC Pardubice 42.18       |
| 4 × 400 m                     | Kamil Damašek Luboš Stloukal Jan Štejfa Jan Poděbradský Dukla Praha 3:10.44 | Jiří Cikhart Lukáš Souček Viktor Zbožínek Jiří Benda Olymp Praha 3:11.91   | Ondřej Veselý Pavel Pospíšil Milan Kovář Jaroslav Haršány SSK Vítkovice 3:14.16 |
| Skok do výšky                 | Jan Janků 221                                                               | Milan Čermák 218                                                           | Tomáš Janků 218                                                                 |
| Skok o tyči                   | Zdeněk Šafář 520                                                            | Martin Kysela 490                                                          | Pavel Beran 490                                                                 |
| Skok daleký                   | Milan Gombala 812                                                           | Roman Orlík 804                                                            | Róbert Michalík 792                                                             |
| Trojskok                      | Radek Řezáč 15.91                                                           | Michal Coubal 15.64                                                        | Jiří Smetana 15.58                                                              |
| Vrh koulí                     | Miroslav Menc 19.32                                                         | Martin Bílek 18.77                                                         | Richard Navara 18.03                                                            |
| Hod diskem                    | Marek Bílek 58.54                                                           | Libor Malina 56.98                                                         | Stanislav Kovář 55.88                                                           |
| Hod kladivem                  | Pavel Sedláček 74.62                                                        | Vladimír Maška 68.04                                                       | Milan Matoušek 56.14                                                            |
| Hod oštěpem                   | Vladimír Nováček 75.64                                                      | Robert Srovnal 75.54                                                       | Tomáš Mráček 71.40                                                              |
| Desetiboj Praha 10.–11.6.1995 | Kamil Damašek 7978 bodů                                                     | Roman Šebrle 7438 bodů                                                     | Peter Sóldos 7281 bodů                                                          |
| 20 km chůze Děčín 21.5.1995   | Hubert Sonnek 1:23:58                                                       | Miloš Holuša 1:24:37                                                       | Tomáš Kratochvíl 1:26:39                                                        |

### Ženy
| Soutěž                       | Zlato                                                                                      | Stříbro                                                                                   | Bronz                                                                                               |
| 100 m                        | Zdeňka Mušínská 11.69                                                                      | Bohdana Válková 11.72                                                                     | Radana Volná 11.96                                                                                  |
| 200 m                        | Erika Suchovská 23.03                                                                      | Zuzana Pastušková 24.32                                                                   | Zuzana Peichlová 24.81                                                                              |
| 400 m                        | Hana Benešová 52.52                                                                        | Naděžda Koštovalová 52.59                                                                 | Denisa Obdržálková-Němcová 53.91                                                                    |
| 800 m                        | Ludmila Formanová 2:01.52                                                                  | Andrea Šuldesová 2:02.91                                                                  | Radka Lukavská 2:06.57                                                                              |
| 1500 m                       | Andrea Šuldesová 4:18.85                                                                   | Romana Sanigová 4:19.89                                                                   | Jarmila Halířová 4:23.71                                                                            |
| 5000 m                       | Anna Báčová 18:15.60                                                                       | Petra Drajzajtlová 18:18.40                                                               | Andrea Křížová 18:52.82                                                                             |
| 10 000 m                     | Monika Deverová-Hamhalterová 34:27.73                                                      | Věra Horká 36:41.85                                                                       | Anna Báčová 37:55.82                                                                                |
| 100 m př.                    | Petra Šímová 13.74                                                                         | Nikola Špinová 13.78                                                                      | Andrea Novotná-Boklažuková 13.87                                                                    |
| 400 m př.                    | Dagmar Votočková 59.96                                                                     | Petra Šímová 1:00.68                                                                      | Petra Hlavatá 1:00.74                                                                               |
| 4 × 100 m                    | Markéta Pernická Radana Volná Bohdana Válková Zuzana Pastušková SSK Vítkovice 45.88        | Helena Vinařová Naděžda Koštovalová Olga Čaňková Zdeňka Mušínská Olymp Praha 46.86        | Kateřina Bedáňová Barbara Szlendaková Monika Turanská Martina Kuchťáková Sportovní škola Brno 48.34 |
| 4 × 400 m                    | Lenka Čermáková Martina Pavlištíková Hana Benešová Ludmila Formanová Slavoj Čáslav 3:43.55 | Eva Kasalová Radka Lukavská Gabriela Švecová Denisa Obdržálková-Němcová USK Praha 3:47.19 | Lenka Smolíková Jana Sobčíková Petra Hlavatá Zuzana Pastušková SSK Vítkovice 3:51.53                |
| Skok do výšky                | Zuzana Kováčiková 192                                                                      | Helena Vinařová 183                                                                       | Alena Nezdařilová 183                                                                               |
| Skok o tyči                  | Daniela Bártová 415                                                                        | Šárka Mládková 370                                                                        | Daniela Nováková 310                                                                                |
| Skok daleký                  | Helena Vinařová 624                                                                        | Gabriela Váňová 609                                                                       | Gabriela Labíková 599                                                                               |
| Trojskok                     | Alena Nezdařilová 12.67                                                                    | Eva Doležalová 12.55                                                                      | Vlasta Gruberová 12.40                                                                              |
| Vrh koulí                    | Zdeňka Šilhavá 16.23                                                                       | Alice Matějková 15.49                                                                     | Marcela Godziková 15.04                                                                             |
| Hod diskem                   | Zdeňka Šilhavá 59.54                                                                       | Alice Matějková 56.74                                                                     | Olga Sůvová 48.74                                                                                   |
| Hod kladivem                 | Markéta Procházková 52.00                                                                  | Jana Lejsková 43.42                                                                       | Petra Alounková 41.36                                                                               |
| Hod oštěpem                  | Nikola Tomečková 63.80                                                                     | Júlia Kovaříková-Hofericová 51.20                                                         | Andrea Aranovská 46.44                                                                              |
| Sedmiboj Praha 10.–11.6.1995 | Kateřina Nekolná 5278 bodů                                                                 | Jana Klečková 4956 bodů                                                                   | Petra Šebelková 4500 bodů                                                                           |
| 10 km chůze Děčín 21.5.1995  | Kamila Holpuchová 46:43                                                                    | Jitka Hippmannová 52:47                                                                   | Monika Choděrová 56:29                                                                              |